# Madison (New York, város)
Madison város az USA New York államában, Madison megyében. Lakosainak száma 2766 fő (2020. április 1.).

## Története
A várost 1807-ben alapították Hamilton városának egy részéből.
A településen 2000-ben építettek szélerőművet.

## Népesség
A település népességének változása:

| 2010 | 3 008 |
| 2020 | 2 766 |